# Phaea flavovittata
Phaea flavovittata es una especie de escarabajo longicornio del género Phaea, tribu Tetraopini, subfamilia Lamiinae. Fue descrita científicamente por Bates en 1881.

## Descripción
Mide 5,3-12 milímetros de longitud.

## Distribución
Se distribuye por Belice, Costa Rica, Guatemala, Honduras, México, Nicaragua y Panamá.